# Onobrychis depauperata
Onobrychis depauperata är en ärtväxtart som beskrevs av Pierre Edmond Boissier. Onobrychis depauperata ingår i släktet esparsetter, och familjen ärtväxter. Inga underarter finns listade i Catalogue of Life.